# Ombretta Colli
Pour les articles homonymes, voir Colli.
 (juillet 2019).
Ombretta Colli, née le 21 septembre 1943 à Gênes, est une chanteuse, actrice et femme politique italienne.

## Biographie
En 1960, elle devient 2e dauphine à l'élection de Miss Italie, et débute en 1964 dans la chanson, après avoir obtenu un contrat d'enregistrement avec la CGD.
En 1969, Ombretta sort une reprise de Je t'aime… moi non plus associée à Claudio Daiano.
En 1970, elle participe au Festival de Naples, et la même année fera une séance photo pour le magazine Playmen.
En 1975, elle participe à l'émission télévisée Giandomenico Fracchia, avec Paolo Villaggio.
En 1981, elle est présente à la compétition Un disco per l'estate (« un disque pour l'été ») avec Con quella faccia da italiano, une chanson écrite par Gian Piero Alloisio, tandis que l'année suivante elle participe à l'émission de compétition musicale Premiatissima dans l'équipe Simpatia. Puis elle participe au Festivalbar 1983 avec la chanson Cocco fresco, cocco bello, écrite par Franco Battiato.
En 1991, Ombretta Colli devient présentatrice sur la chaine de télévision Canale 5.
Mariée à Giorgio Gaber, elle partage longtemps avec ce dernier des idées de gauche ; dans les années 1990, cependant, elle s'engage en politique au sein du parti de droite Forza Italia, dirigé par Silvio Berlusconi. Elle est élue au parlement européen en 1994, puis à la chambre des députés italienne l'année suivante. En 1999, elle est élue à la présidence de la Province de Milan ; elle est battue cinq ans plus tard par le candidat de centre-gauche Filippo Penati. En 2006, elle est élue sénatrice sous les couleurs de la Maison des libertés.

## Filmographie
- 1962 : Le Fils de Spartacus (Il figlio di Spartacus) de Sergio Corbucci
- 1963 : Goliath et l'Hercule noir (Goliath e la schiava ribelle) de Mario Caiano
- 1963 : Le Manoir de la terreur (Horror) d'Alberto de Martino
- 1964 : Le Brigand de la steppe (I predoni della steppa) d'Amerigo Anton
- 1980 : La Terrasse (La Terrazza) d'Ettore Scola
- 1980 : Le Coucou (Il lupo e l'agnello) de Francesco Massaro
- 1980 : Arrivano i bersaglieri de Luigi Magni